# 葛耀珊

## 生平
葛耀珊先生（1919年11月14日—2002年9月8日），湖北武昌人。国防医学院毕业。中华医学会上海分会内科学会会员。副主任医师。夫人黄佩纯。
抗日战争时期，他以平民身份，接受战地救护专业训练，参与抗战。于1937年上海抗日战争爆发前夕，在汉口参加兵站医院开赴前方，设院在江苏省常熟市学前，救护收治从上海转来的为抗日负伤的爱国官兵。至1937年重阳节医院被日机轰炸全部炸毁身受重伤。1938年至1946年，在湘黔滇山区军医院等机构任各级军医及内科分组主任等职直至抗日战争胜利。
1951年，时任中国搬运工会上海市委员会医政处负责人，在上海交运系统医务机构一无所有的情况下，向社会招聘考选医师、护士、药剂师、化验人员，筹组搬运工人诊疗站20所，分布在全市。为14万搬运工人的门诊医疗及预防保健工作服务。1952年经上海市卫生局审核发证为主管医师。1961年对在京沪两所医院检诊仍原因不明的疑难集体性全身性浮肿病的病例，一次确诊为脚气病，短期治愈。1962年获上海市爱国卫生先进工作者称号。1963年防止单位集体性食物中毒事故之发生。1976年6月至1977年8月任上运一场721大学工人红医班主课教师。入编《上海高级专家名录》等。

## 已发表的论文
- 《工厂要预防爱滋病》
- 《专题回顾小结》
- 《门诊中疑难集体性全身性浮肿病治愈纪实》